# STS-92
إس تي إس-92 (بالإنجليزية: STS-92)‏ الرحلة رقم مائة ضمن برنامج مكوك الفضاء لوكالة ناسا، والرحلة الثامنة والعشرون على متن مكوك الفضاء ديسكفري، انطلقت الرحلة في 11 أكتوبر 2000 من مركز كينيدي للفضاء ، وهبطت بتاريخ 24 أكتوبر في قاعدة إدواردز الجوية، بعد ثلاثة عشر يوماً مكثتها الرحلة في الفضاء، تم خلال الرحلة استكمال تجميع محطة الفضاء الدولية ونقل امدادات للمحطة وإجراء عملية سير في الفضاء، بلغ عدد الرواد المشاركين في الرحلة سبعة رواد من بينهم رائد فضاء ياباني.